# Dylan Strome
Dylan William Strome (* 7. März 1997 in Mississauga, Ontario) ist ein kanadischer Eishockeyspieler, der seit Juli 2022 bei den Washington Capitals aus der National Hockey League unter Vertrag steht. Zuvor war der Center in der NHL bereits für die Chicago Blackhawks sowie die Arizona Coyotes aktiv, die ihn im NHL Entry Draft 2015 an dritter Position ausgewählt hatten. Seine Brüder Ryan und Matthew Strome sind ebenfalls professionelle Eishockeyspieler.

## Karriere

### Jugend
Dylan Strome wurde in Mississauga geboren und wuchs dort gemeinsam mit seinen Brüdern Ryan (* 1993), der bereits in der NHL unter Vertrag steht, und Matthew (* 1999), der seit der Saison 2015/16 bei den Hamilton Bulldogs spielt, auf. Dylan besuchte die Lorne Park Secondary School in seiner Heimatstadt und spielte parallel für die Jugendmannschaften der Toronto Marlboros. In der Saison 2012/13 führte er die Marlboros mit 143 Scorerpunkten aus 60 Einsätzen zur Meisterschaft der Greater Toronto Hockey League, wobei er zudem als Spieler der Saison ausgezeichnet wurde. In der anschließenden Priority Selection der Ontario Hockey League (OHL) wurde er an zweiter Gesamtposition von den Erie Otters ausgewählt.
Mit Beginn der Saison 2013/14 stand Strome im Kader der Otters, wo er auf den als Ausnahmetalent gehandelten Connor McDavid traf, der zuvor ebenfalls bei den Toronto Marlboros gespielt hatte und mit dem Strome nun den Grundstein einer erfolgreichen Otters-Mannschaft legen sollte. Strome beendete die Saison mit 39 Scorerpunkten aus 60 Spielen und nahm darüber hinaus mit dem Team Canada Ontario an der World U-17 Hockey Challenge 2014 teil, wobei er mit elf Punkten bester Scorer der Mannschaft wurde. Der Durchbruch gelang Strome in der Saison 2014/15, nachdem er im KHL Junior Draft 2014 an 202. Position vom HK Metallurg Magnitogorsk ausgewählt worden war und im August 2014 die Goldmedaille beim Ivan Hlinka Memorial Tournament 2014 errungen hatte. In 68 Spielen der regulären Saison gelangen dem Center 45 Tore sowie 84 Vorlagen, wobei er mit diesen 129 Scorerpunkten einen neuen Team-Rekord der Otters aufstellte. Gleichbedeutend gewann er die Eddie Powers Memorial Trophy als bester Scorer der OHL sowie den CHL Top Scorer Award als bester Scorer aller drei Top-Juniorenligen unter der Organisation der Canadian Hockey League. Darüber hinaus wurde Strome ins OHL Second All-Star-Team berufen und mit der William Hanley Trophy als sportlich fairster Spieler der OHL geehrt.
In Anbetracht der Leistungen wurde Strome als eines der vielversprechendsten Talente im NHL Entry Draft 2015 gehandelt, so ordneten ihn die Central Scouting Services an Position vier der Feldspieler Nordamerikas und die International Scouting Services an dritter Gesamtposition auf ihren jeweiligen Ranglisten ein. Im eigentlich Draft wurde er dann an dritter Position von den Arizona Coyotes ausgewählt, die ihn wenig später unter Vertrag nahmen und ihn zur Saisonvorbereitung einluden. Kurz vor dem Beginn der neuen Saison wurde er allerdings für ein weiteres OHL-Jahr zu den Erie Otters geschickt. Während der Saison nahm er an der U20-Junioren-Weltmeisterschaft 2016 teil und belegte dort mit der kanadischen Auswahl den sechsten Platz, führte allerdings die teaminterne Scorerliste mit sechs Punkten und gemeinsam mit Mitchell Marner an.

### NHL
Mit Beginn der Saison 2016/17 gelang Strome der Sprung ins NHL-Aufgebot der Coyotes und er kam zu sieben Einsätzen. Die Coyotes entschieden allerdings Mitte November, dass der Stürmer den Rest der Spielzeit weiterhin im Juniorenbereich verbringen sollte und er daraufhin zu den Erie Otters zurückkehrte. Über den Jahreswechsel nahm er ein weiteres Mal an der U20-Weltmeisterschaft teil, bei der er mit der kanadischen Auswahl im eigenen Land die Silbermedaille gewann. Mit den Otters gewann er am Ende der Saison die Meisterschaft der OHL und somit den J. Ross Robertson Cup. Bei der anschließenden Teilnahme am Memorial Cup 2017 unterlag das Team im Finale den Windsor Spitfires, jedoch wurde Strome als wertvollster Spieler und bester Scorer mit der Stafford Smythe Memorial Trophy und der Ed Chynoweth Trophy geehrt.
Anschließend schied Strome altersbedingt aus der OHL aus und wechselte somit fest in die Organisation der Coyotes, wobei er sich jedoch vorerst nicht in der NHL etablieren konnte und regelmäßig bei deren Farmteam, den Tucson Roadrunners, in der American Hockey League (AHL) auflief. Nach seiner ersten vollständigen Saison im Profibereich wurde der Angreifer ins AHL All-Rookie Team gewählt. Mit Beginn der Spielzeit 2018/19 etablierte sich der Kanadier im NHL-Aufgebot Arizonas, lief den Erwartungen mit sechs Punkten aus den ersten 20 Saisonspielen aber hinterher, sodass er im November 2018 gemeinsam mit Brendan Perlini an die Chicago Blackhawks abgegeben wurde. Als Kompensation wechselte Nick Schmaltz zu den Coyotes. In Chicago steigerte Strome seine persönliche Statistik deutlich, so blieb er mit 51 Punkten aus 58 Spielen nur knapp unter einem Punkteschnitt von 1,0 pro Spiel. Anschließend debütierte er auch für die A-Nationalmannschaft seines Heimatlandes, so gewann er mit ihr bei der Weltmeisterschaft 2019 die Silbermedaille. Im Januar 2021 unterzeichnete Strome einen neuen Zweijahresvertrag in Chicago, der ihm ein durchschnittliches Jahresgehalt von drei Millionen US-Dollar einbringen sollte.
Obwohl er in der Spielzeit 2021/22 mit 48 Scorerpunkten aus 69 Partien in etwa an seine vorherigen Bestwerte anknüpfte, wurde sein auslaufender Vertrag nach der Saison nicht verlängert. Demzufolge schloss er sich im Juli 2022 als Free Agent den Washington Capitals an, wo er einen mit 3,5 Millionen US-Dollar dotierten Einjahresvertrag unterschrieb. Dieser wiederum wurde im Februar 2023 um weitere fünf Jahre verlängert und soll sein Jahresgehalt mit Beginn der Spielzeit 2023/24 auf fünf Millionen US-Dollar erhöhen. Im weiteren Verlauf erreichte er in der Saison 2024/25 mit 82 Punkten in 82 Einsätzen erstmals einen Punkteschnitt von 1,0 pro Spiel.

## Erfolge und Auszeichnungen
| - 2013 Greater Toronto Hockey League Player of the Year - 2015 Eddie Powers Memorial Trophy - 2015 William Hanley Trophy - 2015 OHL Second All-Star-Team - 2015 CHL Top Scorer Award (gemeinsam mit Conor Garland) - 2017 J.-Ross-Robertson-Cup-Gewinn mit den Erie Otters | - 2017 OHL First All-Star Team - 2017 Stafford Smythe Memorial Trophy - 2017 Ed Chynoweth Trophy - 2018 Teilnahme am AHL All-Star Classic - 2018 AHL All-Rookie Team |

### International
- 2014 Goldmedaille beim Ivan Hlinka Memorial Tournament
- 2017 Silbermedaille bei der U20-Junioren-Weltmeisterschaft
- 2019 Silbermedaille bei der Weltmeisterschaft

## Karrierestatistik
Stand: Ende der Saison 2024/25

### International
Vertrat Kanada bei:
| - World U-17 Hockey Challenge 2014 - Ivan Hlinka Memorial Tournament 2014 - U20-Junioren-Weltmeisterschaft 2016 | - U20-Junioren-Weltmeisterschaft 2017 - Weltmeisterschaft 2019 |

(Legende zur Spielerstatistik: Sp oder GP = absolvierte Spiele; T oder G = erzielte Tore; V oder A = erzielte Assists; Pkt oder Pts = erzielte Scorerpunkte; SM oder PIM = erhaltene Strafminuten; +/− = Plus/Minus-Bilanz; PP = erzielte Überzahltore; SH = erzielte Unterzahltore; GW = erzielte Siegtore; 1 Play-downs/Relegation; Kursiv: Statistik nicht vollständig)

## Persönliches
Sein älterer Bruder Ryan Strome spielt ebenfalls in der NHL, während sein jüngerer Bruder Matthew Strome (* 1997) im NHL Entry Draft 2017 von den Philadelphia Flyers ausgewählt wurde.